# كورت هامرين
كورت هامرين (بالسويدية: Kurt Hamrin)‏ (مواليد 19 نوفمبر 1934) هو لاعب كرة قدم سابق ومدرب. لعب مع منتخب السويد لكرة القدم. سبق له أن لعب في كأس العالم لكرة القدم مع منتخب بلاده. وهو الهداف الثامن في تاريخ الدوري الإيطالي (الدرجة الأولى). لعب مع فريق فيورنتينا وحتى الآن يحمل لقب الهداف الأول في تاريخ النادي ولعب مع فريق إيه سي ميلان بين سنوات 1967 - 1969 لينتقل إلى نابولي.

## الوفاة
توفي كورت هامرين في 4 فبراير 2024 عن عمر ناهز التاسعة والثمانين.

## روابط خارجية
- كورت هامرين على موقع الاتحاد الدولي (مؤرشف)  (الإنجليزية)
- كورت هامرين على موقع الاتحاد الأوربي (الإنجليزية)
- كورت هامرين على موقع اتحاد السويد (السويدية)
- كورت هامرين على موقع قاعدة بيانات كرة القدم.إي يو (الإنجليزية)
- كورت هامرين على موقع ناشيونال فوتبول تيمز (الإنجليزية)
- كورت هامرين على موقع عالم كرة القدم.نت (الإنجليزية)
- كورت هامرين على موقع كووورة
- كورت هامرين على موقع EliteProspects.com (الإنجليزية)